# Landsbond van de Onafhankelijke Ziekenfondsen
De Landsbond van de Onafhankelijke Ziekenfondsen (Frans: Union Nationale des Mutualités Libres) is de landsbond van de onafhankelijke ziekenfondsen in België. Met meer dan 2,2 miljoen leden zijn de Onafhankelijke Ziekenfondsen de op twee na grootste landsbond, na de Christelijke Mutualiteiten en de Socialistische Mutualiteiten. De ziekenfondsen dragen een driecijferig RIZIV-identificatienummer dat steeds begint met een 5.
De Onafhankelijke Ziekenfondsen zijn in tegenstelling tot de christelijke, socialistische en liberale ziekenfondsen opgericht door werkgevers en beroepsverenigingen. Door herhaaldelijke fusies groepeert de landsbond anno 2022 nog slechts drie ziekenfondsen, een voor elke gemeenschap in België. Partenamut (Franstalig) en Helan (Vlaams) behoren tot de grootste ziekenfondsen van het land. 

## Ziekenfondsen
| Ziekenfonds | Ziekenfonds        | Werkingsgebied          | Leden     | Ontstaan uit |
| ----------- | ------------------ | ----------------------- | --------- | --- |
| 509         | Partenamut         | Franse Gemeenschap      | 1.270.049 | - 2017: Partenamut - Securex (516) (Franstalig) - 2014: Partenamut - Euromut (509) (Franstalig) - Partenamut (527) (Franstalig) |
| 515         | Freie Krankenkasse | Duitstalige Gemeenschap | 26.158    | |
| 526         | Helan              | Vlaamse Gemeenschap     | 936.190   | - 2022: Helan (526) - 2001: OZ Onafhankelijk Ziekenfonds (501) - Vlaams Onafhankelijk Ziekenfonds Brugge - Onafhankelijk Ziekenfonds Antwerpen - 2017: Partena (526) - Securex (516) (Vlaams) - Partenamut (527) (Vlaams) - 2014: Partena (526) - Euromut (509) (Vlaams) - Partena (526) |